# Campeonato Brasileiro Série C
Campeonato Brasileiro Série C – trzecia, do 2009 roku najniższa liga brazylijska.
Do 2009 roku liga składała się z 64 klubów, które wyłaniane były każdego roku na podstawie mistrzostw stanowych. Obecnie w rozgrywkach biorą udział zespoły, które w poprzednim sezonie grały w III lidze, spadły z drugiej ligi (Campeonato Brasileiro Série B) i awansowały z czwartej ligi (Campeonato Brasileiro Série D). Do 2009 roku skład trzeciej ligi brazylijskiej zmieniał się w sposób bardzo radykalny, a stał się znacznie stabilniejszy z chwilą powołania czwartej ligi.
W odróżnieniu od pierwszej i drugiej ligi, rozgrywki trzeciej ligi prowadzone są w geograficznych grupach. Spowodowane to jest znacznymi odległościami i związanymi z tym wysokimi kosztami podróży. Obecnie trzecia liga liczy 20 klubów.

## Lista mistrzów trzeciej ligi brazylijskiej
Mistrzostwa całej Brazylii rozgrywane są od roku 1971, jednak początkowo były tylko dwie ligi. Rozgrywki trzeciej ligi brazylijskiej rozpoczęły się dopiero w 1981 roku i z początku nie były rozgrywane każdego roku.
| Rok            | Mistrz                   | Wynik          | Wicemistrz                       | Uwagi |
| -------------- | ------------------------ | -------------- | -------------------------------- | --- |
| 1971-1980      | Nie rozgrywano           | Nie rozgrywano | Nie rozgrywano                   | Nie rozgrywano |
| 1981 Szczegóły | Olaria (RJ)              | 4 – 0 0 – 1    | Santo Amaro (1) (PE)             | |
| 1982-1987      | Nie rozgrywano           | Nie rozgrywano | Nie rozgrywano                   | Nie rozgrywano |
| 1988 Szczegóły | União São João (SP)      | 1 – 1 2 – 2    | Esportivo (MG)                   | União São João został mistrzem dzięki większej liczbie punktów zdobytych podczas rozgrywek                                                                                         |
| 1989           | Nie rozgrywano           | Nie rozgrywano | Nie rozgrywano                   | Nie rozgrywano |
| 1990 Szczegóły | Atlético Goianiense (GO) | 0 – 0          | América (MG)                     | Atlético Goianiense wygrał rzuty karne 3:2 |
| 1991           | Nie rozgrywano           | Nie rozgrywano | Nie rozgrywano                   | Nie rozgrywano |
| 1992 Szczegóły | Tuna Luso (PA)           | 0 – 2 3 – 1    | Fluminense Feira de Santana (BA) | Tuna Luso został mistrzem dzięki większej liczbie punktów zdobytych podczas rozgrywek                                                                                              |
| 1993           | Nie rozgrywano           | Nie rozgrywano | Nie rozgrywano                   | Nie rozgrywano |
| 1994 Szczegóły | Novorizontino (SP)       | 1 – 0 5 – 0    | Ferroviária (SP)                 | |
| 1995 Szczegóły | XV de Piracicaba (SP)    | 2 – 0 1 – 0    | Volta Redonda (RJ)               | |
| 1996 Szczegóły | Vila Nova (GO)           | 2 – 1 1 – 0    | Botafogo (SP)                    | |
| 1997 Szczegóły | Sampaio Corrêa (MA)      |                | Juventus (SP)                    | Od roku 1997 do 1999 nie było meczu finałowego, gdyż w czwartej rundzie cztery najlepsze kluby grały ze sobą każdy z każdym, a o mistrzostwie decydowała liczba zdobytych punktów. |
| 1998 Szczegóły | Avaí FC (SC)             |                | São Caetano (SP)                 | Od roku 1997 do 1999 nie było meczu finałowego, gdyż w czwartej rundzie cztery najlepsze kluby grały ze sobą każdy z każdym, a o mistrzostwie decydowała liczba zdobytych punktów. |
| 1999 Szczegóły | Fluminense FC (RJ)       |                | São Raimundo (AM)                | Od roku 1997 do 1999 nie było meczu finałowego, gdyż w czwartej rundzie cztery najlepsze kluby grały ze sobą każdy z każdym, a o mistrzostwie decydowała liczba zdobytych punktów. |
| 2000           | Nie rozgrywano           | Nie rozgrywano | Nie rozgrywano                   | Nie rozgrywano |
| 2001 Szczegóły | Etti Jundiaí(2) (SP)     |                | Mogi Mirim (SP)                  | Od roku 2001 nie było meczu finałowego, gdyż w czwartej rundzie cztery najlepsze kluby grały ze sobą każdy z każdym, a o mistrzostwie decydowała liczba zdobytych punktów.         |
| 2002 Szczegóły | Brasiliense (DF)         |                | Marília (SP)                     | Od roku 2001 nie było meczu finałowego, gdyż w czwartej rundzie cztery najlepsze kluby grały ze sobą każdy z każdym, a o mistrzostwie decydowała liczba zdobytych punktów.         |
| 2003 Szczegóły | Ituano (SP)              |                | Santo André (SP)                 | Od roku 2001 nie było meczu finałowego, gdyż w czwartej rundzie cztery najlepsze kluby grały ze sobą każdy z każdym, a o mistrzostwie decydowała liczba zdobytych punktów.         |
| 2004 Szczegóły | União Barbarense (SP)    |                | Gama (DF)                        | Od roku 2001 nie było meczu finałowego, gdyż w czwartej rundzie cztery najlepsze kluby grały ze sobą każdy z każdym, a o mistrzostwie decydowała liczba zdobytych punktów.         |
| 2005 Szczegóły | Remo (PA)                |                | América (RN)                     | Od roku 2001 nie było meczu finałowego, gdyż w czwartej rundzie cztery najlepsze kluby grały ze sobą każdy z każdym, a o mistrzostwie decydowała liczba zdobytych punktów.         |
| 2006 Szczegóły | Criciúma (SC)            |                | Vitória (BA)                     | Od roku 2006 nie było meczu finałowego, gdyż w czwartej rundzie osiem najlepszych klubów grało ze sobą każdy z każdym, a o mistrzostwie decydowała liczba zdobytych punktów.       |
| 2007 Szczegóły | Bragantino (SP)          |                | EC Bahia (BA)                    | Od roku 2006 nie było meczu finałowego, gdyż w czwartej rundzie osiem najlepszych klubów grało ze sobą każdy z każdym, a o mistrzostwie decydowała liczba zdobytych punktów.       |
| 2008 Szczegóły | Atlético Goianiense (GO) |                | Guarani FC (SP)                  | Od roku 2006 nie było meczu finałowego, gdyż w czwartej rundzie osiem najlepszych klubów grało ze sobą każdy z każdym, a o mistrzostwie decydowała liczba zdobytych punktów.       |
| 2009 Szczegóły | América (MG)             | 3 – 1 1 – 0    | ASA (AL)                         | |
| 2010 Szczegóły | ABC (RN)                 | 1 – 0 0 – 0    | Ituiutaba(3) (MG)                | |
| 2011 Szczegóły | Joinville (SC)           | 3 – 1 4 – 0    | CRB (AL)                         | |
| 2012 Szczegóły | Oeste (SP)               | 0 - 0 2 - 0    | Icasa (CE)                       | |
| 2013 Szczegóły | Santa Cruz (PE)          | 0 - 0 2 - 1    | Sampaio Corrêa (MA)              | |
| 2014 Szczegóły | Macaé (RJ)               | 1 - 1 3 - 3    | Paysandu SC (PA)                 | |
| 2015 Szczegóły | Vila Nova (GO)           | 0 - 1 4 - 1    | Londrina (PR)                    | |

## Klasyfikacja klubów
| Klub                    | Stan                | Mistrzostwa |
| ----------------------- | ------------------- | ----------- |
| Atlético Goianiense     | Goiás               | 2           |
| ABC                     | Rio Grande do Norte | 1           |
| América                 | Minas Gerais        | 1           |
| Avaí FC                 | Santa Catarina      | 1           |
| Bragantino              | São Paulo           | 1           |
| Brasiliense             | Dystrykt Federalny  | 1           |
| Criciúma                | Santa Catarina      | 1           |
| Etti Jundiaí (Paulista) | São Paulo           | 1           |
| Fluminense FC           | Rio de Janeiro      | 1           |
| Ituano                  | São Paulo           | 1           |
| Joinville               | Santa Catarina      | 1           |
| Novorizontino           | São Paulo           | 1           |
| Olaria                  | Rio de Janeiro      | 1           |
| Remo                    | Pará                | 1           |
| Sampaio Corrêa          | Maranhão            | 1           |
| Tuna Luso               | Pará                | 1           |
| União Barbarense        | São Paulo           | 1           |
| União São João          | São Paulo           | 1           |
| Vila Nova               | Goiás               | 1           |
| XV de Piracicaba        | São Paulo           | 1           |
| Oeste                   | São Paulo           | 1           |
| Santa Cruz              | Pernambuco          | 1           |
| Macaé                   | Rio de Janeiro      | 1           |

## Klasyfikacja stanów
| Stan                | Mistrzostwa |
| ------------------- | ----------- |
| São Paulo           | 8           |
| Santa Catarina      | 3           |
| Goiás               | 3           |
| Rio de Janeiro      | 3           |
| Pará                | 2           |
| Dystrykt Federalny  | 1           |
| Pernambuco          | 1           |
| Maranhão            | 1           |
| Minas Gerais        | 1           |
| Rio Grande do Norte | 1           |